# Woodstock '99
Woodstock '99 was een muziekfestival ter ere van de 30e verjaardag van het Woodstockfestival dat in 1969 was georganiseerd. Het festival vond plaats van 22 juli tot en met 25 juli 1999, de 22ste was een 'pre-day'. De locatie was de niet meer in gebruik zijnde luchtmachtbasis Griffiss Air Force Base in Rome in de Amerikaanse staat New York. Het was 160 km gelegen van het oorspronkelijke terrein: Woodstock.

## Line-up

### 23 juli
East Stage
- James Brown
- G. Love and Special Sauce
- Jamiroquai
- Live
- Sheryl Crow
- DMX
- The Offspring
- Korn
- Bush

West Stage
- Spitfire
- Oleander
- The Umbilical Brothers
- moe.
- Lit
- Buckcherry
- The Roots
- Insane Clown Posse
- George Clinton & the P-Funk All-Stars

Emerging Artists Stage
- F.o.N.
- Linda Rutherford & Celtic Fire
- Sugar Daddy
- Sticky Pistil
- Bijou Phillips
- Mike Errico
- King Konga
- Ben Lee
- Beth Hart Band
- Liars Inc.
- Chris Pérez Band
- Sherri Jackson
- Chris McDermott
- Moby

### 24 juli
East Stage
- The Tragically Hip
- Kid Rock
- Wyclef Jean with the Refugee Allstars
- Counting Crows
- Dave Matthews Band
- Alanis Morissette
- Limp Bizkit
- Rage Against the Machine
- Metallica

West Stage
- Spitfire
- Guster
- Bruce Hornsby
- Everclear
- Ice Cube
- Los Lobos
- Mickey Hart/Planet Drum
- The Chemical Brothers

Emerging Artists Stage
- Young & Fabulous!
- Gargantua Soul
- 3
- Serial Joe
- American Pearl
- Full Devil Jacket
- Old Pike
- Strangefolk
- DDT
- 2 Skinnee J's
- Gigolo Aunts
- Fatboy Slim

### 25 juli
East Stage
- Willie Nelson
- The Brian Setzer Orchestra
- Everlast
- Elvis Costello
- Jewel
- Creed, featuring Robby Krieger
- Red Hot Chili Peppers

West Stage
- Spitfire
- Mike Ness
- Our Lady Peace
- Rusted Root
- Sevendust
- Collective Soul
- Godsmack
- Megadeth

Emerging Artists Stage
- Kirsti Gholson
- Moe Loughran
- The Scoldees
- The Supersuckers
- Stormy Mondays
- Big Sugar
- Muse
- John Oszajca
- Pound
- Pushmonkey
- Cyclefly
- Indigenous
- John Entwistle
- Reveille